# Kanton Fresnes
Der Kanton Fresnes war von 1976 bis 2015 ein französischer Wahlkreis im Arrondissement L’Haÿ-les-Roses, im Département Val-de-Marne und in der Region Île-de-France; sein Hauptort war Fresnes.
Der Kanton war 3,58 km² groß und hatte 25.213 Einwohner (Stand: 1999), was einer Bevölkerungsdichte von 7043 Einwohnern pro km² entsprach. Er bestand aus der Gemeinde Fresnes.